# Straat Tablas
De straat Tablas is een zeestraat in de Filipijnen. Deze straat scheidt het Filipijnse eiland Tablas en het zuidoostelijke punt van Panay van het eiland Mindoro. De straat is op het smalste stuk zo'n 47 kilometer breed en vormt de verbinding tussen de Sibuyanzee in het noordoosten en de Suluzee in het zuidwesten. Aan beide uiteinden van de straat liggen enkele eilanden. De grootste eilanden bij de zuidelijke ingang zijn Buad, Semirara en Molocamboc. De grootste eilanden aan de noordzijde zijn Sibale, Banton en Simara.
Op 20 december 1987 voltrok zich in de straat Tablas de grootste zeeramp uit de geschiedenis van de Filipijnen toen het overvolle passagiersschip Doña Paz zonk na een aanvaring met de olietanker MT Vector. Bij de ramp kwamen naar schatting meer dan 4000 mensen om het leven.